# دین مارنی
دین مارنی (انگلیسی: Dean Marney؛ زادهٔ ۳۱ ژانویهٔ ۱۹۸۴) بازیکن فوتبال اهل بریتانیا است.
از باشگاه‌هایی که در آن بازی کرده‌است می‌توان به باشگاه فوتبال برنلی، باشگاه فوتبال سوئیندون تاون، باشگاه فوتبال جیلینگام، باشگاه فوتبال کویینز پارک رنجرز، باشگاه فوتبال تاتنهام هاتسپر، باشگاه فوتبال هال سیتی و باشگاه فوتبال نوریچ سیتی اشاره کرد.
وی همچنین در تیم ملی فوتبال زیر ۲۱ سال انگلستان بازی کرده‌است.